# Дуглас, Уильям, 8-й граф Дуглас
Уильям Дуглас (англ. William Douglas; 1425—1452) — шотландский барон из рода Дугласов; 8-й граф Дуглас (с 1443 года), 2-й граф Эйвондейл. Главный противник короля Шотландии Якова II.

## Биография
Уильям Дуглас был сыном Джеймса Дугласа, 7-го графа Дугласа и 1-го графа Эйвондейла, и Беатрис Синклер, дочери Генри, графа Оркнейского. Женитьба молодого графа в 1443 году на Маргарите Дуглас, Прекрасной Деве Галлоуэя, наследнице графства Галлоуэй в юго-западной Шотландии, привела к консолидации всех наследственных земель Дугласов под властью Уильяма, в результате чего граф Дуглас стал крупнейшим магнатом страны. Это позволило ему овладеть властью в Шотландии: объединённые силы графа Дугласа и Ливингстонов разбили канцлера Уильяма Крайтона в 1444 году и установили господство над королевской администрацией. Уильям Дуглас был назначен регентом Шотландии на время несовершеннолетия короля Якова II.
К 1448 году Дуглас, поссорившись с Ливингстонами, отошёл от управления страной и, когда в 1450 году двадцатилетний Яков II отстранил Ливингстонов от власти, поддержал действия короля. Однако богатство и влияние графа Дугласа вызывали недовольство молодого короля. В 1449 году, когда праздновалась свадьба Якова, Дуглас явился ко двору с пятитысячною свитой, затмив короля, казна которого испытывала хронический дефицит из-за десятилетия анархии в стране.
В 1450 году Уильям Дуглас отправился в паломничество в Рим. Пышность его свиты и очевидное могущество графа произвели фурор при дворе папы римского. На обратном пути Дуглас был тепло принят в Англии. Во время его отсутствия в Шотландии против графа сложился заговор старых противников Дугласа, Крайтонов, поддержку которым оказал сам король Яков II. Королевские войска в 1451 году захватили Галлоуэй и ряд других владений Дугласов. Однако возвращение графа заставило короля отступить.
С целью обеспечить гарантии против претензий короля на владения крупных магнатов Дуглас заключил союз с графом Кроуфордом и лордом Островов. Это вызвало возмущение Якова II. 21 февраля 1452 года Дуглас прибыл в Стерлинг на переговоры с королём, который дал графу письменные гарантии безопасности. Во время ужина 22 февраля Яков II потребовал от Дугласа разорвать союз с магнатами. Уильям ответил, что он «не может и не хочет». Взбешённый король ударил графа ножом, а придворные довершили убийство: на теле графа Дугласа было позднее обнаружено 26 ран.
Убийство графа Дугласа королём Яковом II привело к гражданской войне в Шотландии. Сопротивление королевской власти возглавил брат Уильяма — Джеймс, 9-й граф Дуглас.